# Bozel
Pour l’article ayant un titre homophone, voir Beauzelle.
Bozel (en arpitan Bozé) est une commune française située dans le département de la Savoie, en région Auvergne-Rhône-Alpes.
Bozel est notamment connue pour être très proche de la station de Courchevel.

## Géographie

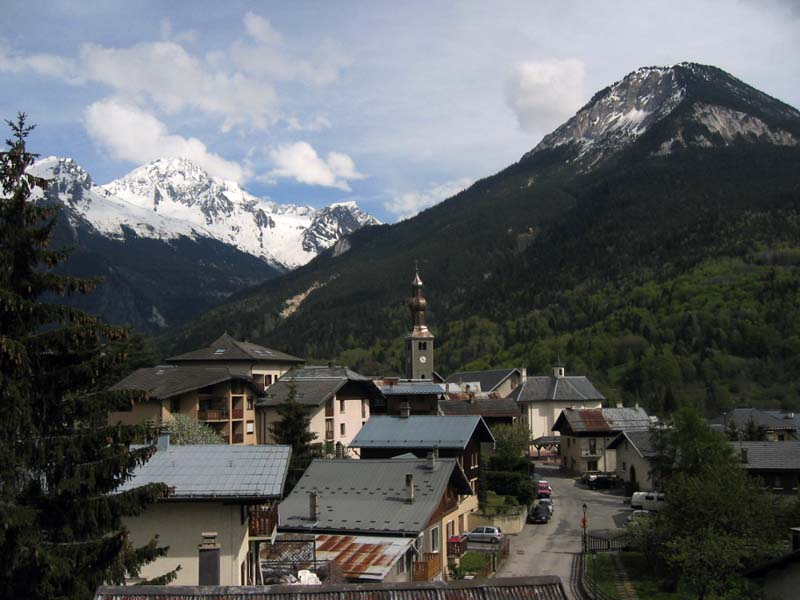
Village de Bozel et son clocher à bulbe.

Bozel est située au cœur de la Savoie, en Tarentaise, dans la vallée du Doron. L'altitude du point le plus bas de la commune est de 751 m. Les points les plus élevés sont le sommet du Roc du Bécoin à 2 594 m et du mont Jovet au nord à 2 589 m, et la dent du Villard à 2 284 m au sud. La grande majorité des habitations sont situées sur le versant ensoleillé. Le centre du village (860 m) comporte les administrations, les écoles et le collège, les commerces et une zone artisanale très active.
Sur le versant sud, on trouve les hameaux de Villemartin (1 116 m), Tincave (1 263 m), Le Moulinet (1 111 m), Le Ratelard et Lachenal (1 350 m). Le hameau des Moulins (869 m) est sur le versant nord.
Sa proximité avec le massif de la Vanoise est appréciée des randonneurs l'été, tandis que le voisinage des grands domaines skiables (3 Vallées et Paradiski) intéresse les skieurs et les surfeurs l'hiver.
Le Doron de Bozel reçoit, à la hauteur du Chef-lieu, le torrent du Bonrieu venant du nord, et ceux de La Rosière et de Montgellaz venant du sud. Le Doron de Bozel se jette dans l'Isère à Moûtiers.

### Communes limitrophes
| Notre-Dame-du-Pré | Aime-la-Plagne | La Plagne Tarentaise |
| Montagny          | Bozel          | Champagny-en-Vanoise |
|                   | Courchevel     | Planay               |

Une très petite partie du domaine skiable de La Plagne est situé sur la commune de Bozel.

### Climat
Pour des articles plus généraux, voir Climat d'Auvergne-Rhône-Alpes et Climat de la Savoie.
En 2010, le climat de la commune est de type climat de montagne, selon une étude du Centre national de la recherche scientifique s'appuyant sur une série de données couvrant la période 1971-2000. En 2020, Météo-France publie une typologie des climats de la France métropolitaine dans laquelle la commune est exposée à un climat de montagne ou de marges de montagne et est dans la région climatique Alpes du nord, caractérisée par une pluviométrie annuelle de 1 200 à 1 500 mm, irrégulièrement répartie en été.
Pour la période 1971-2000, la température annuelle moyenne est de 9 °C, avec une amplitude thermique annuelle de 17,6 °C. Le cumul annuel moyen de précipitations est de 951 mm, avec 8,9 jours de précipitations en janvier et 8,9 jours en juillet. Pour la période 1991-2020, la température moyenne annuelle observée sur la station météorologique de Météo-France la plus proche, « Pralognan la Vanoise », sur la commune de Pralognan-la-Vanoise à 9 km à vol d'oiseau, est de 6,0 °C et le cumul annuel moyen de précipitations est de 1 105,6 mm,. Pour l'avenir, les paramètres climatiques de la commune estimés pour 2050 selon différents scénarios d'émission de gaz à effet de serre sont consultables sur un site dédié publié par Météo-France en novembre 2022.

## Urbanisme

### Typologie
Au 1er janvier 2024, Bozel est catégorisée bourg rural, selon la nouvelle grille communale de densité à sept niveaux définie par l'Insee en 2022.
Elle est située hors unité urbaine et hors attraction des villes,.

### Occupation des sols
L'occupation des sols de la commune, telle qu'elle ressort de la base de données européenne d’occupation biophysique des sols Corine Land Cover (CLC), est marquée par l'importance des forêts et milieux semi-naturels (91,8 % en 2018), une proportion sensiblement équivalente à celle de 1990 (92 %). La répartition détaillée en 2018 est la suivante : 
forêts (48,8 %), milieux à végétation arbustive et/ou herbacée (37,6 %), espaces ouverts, sans ou avec peu de végétation (5,4 %), zones agricoles hétérogènes (2,9 %), zones urbanisées (2,7 %), prairies (2,6 %).
L'IGN met par ailleurs à disposition un outil en ligne permettant de comparer l’évolution dans le temps de l’occupation des sols de la commune (ou de territoires à des échelles différentes). Plusieurs époques sont accessibles sous forme de cartes ou photos aériennes : la carte de Cassini (XVIIIe siècle), la carte d'état-major (1820-1866) et la période actuelle (1950 à aujourd'hui).

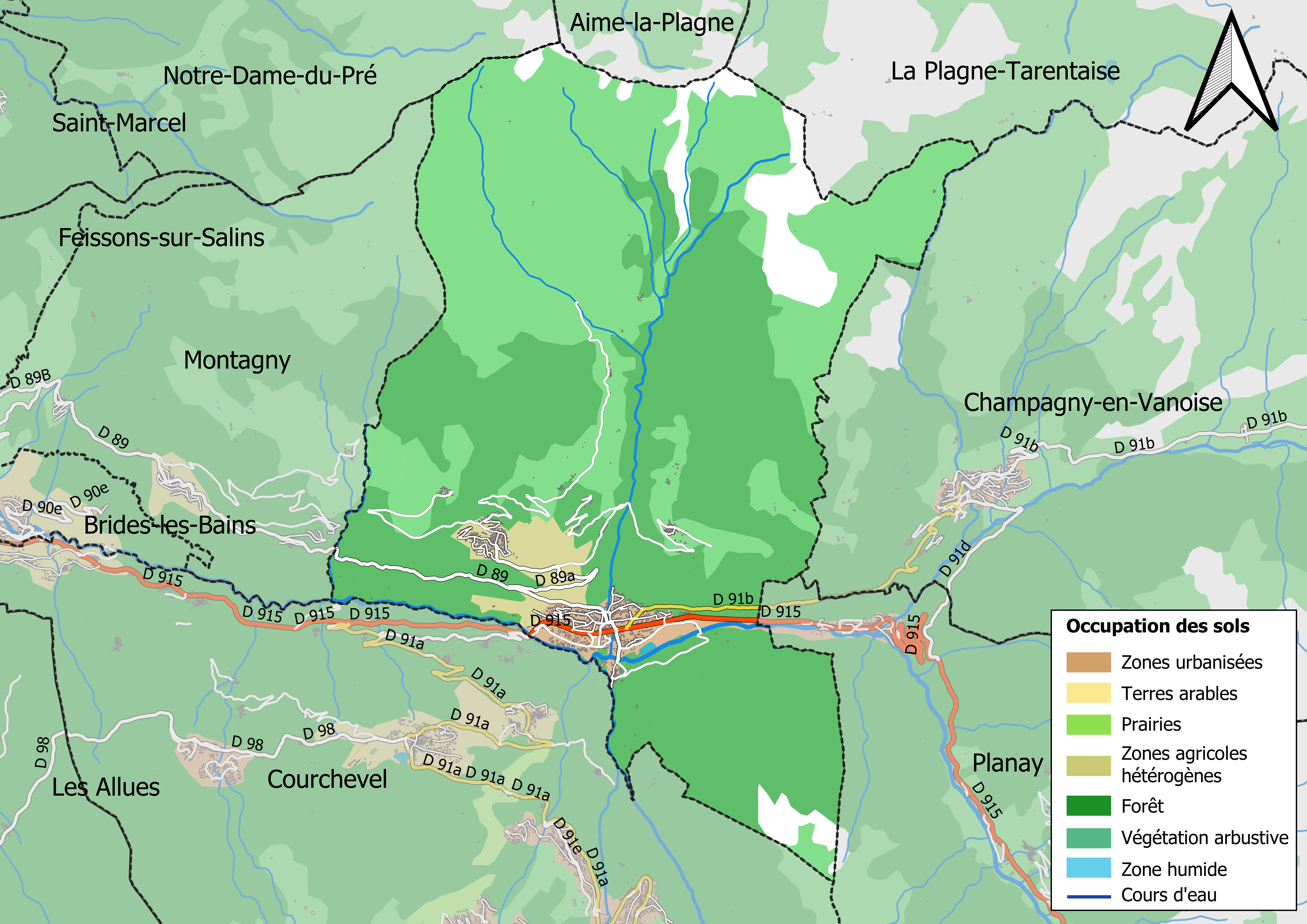
Carte des infrastructures et de l'occupation des sols en 2018 (CLC) de la commune.
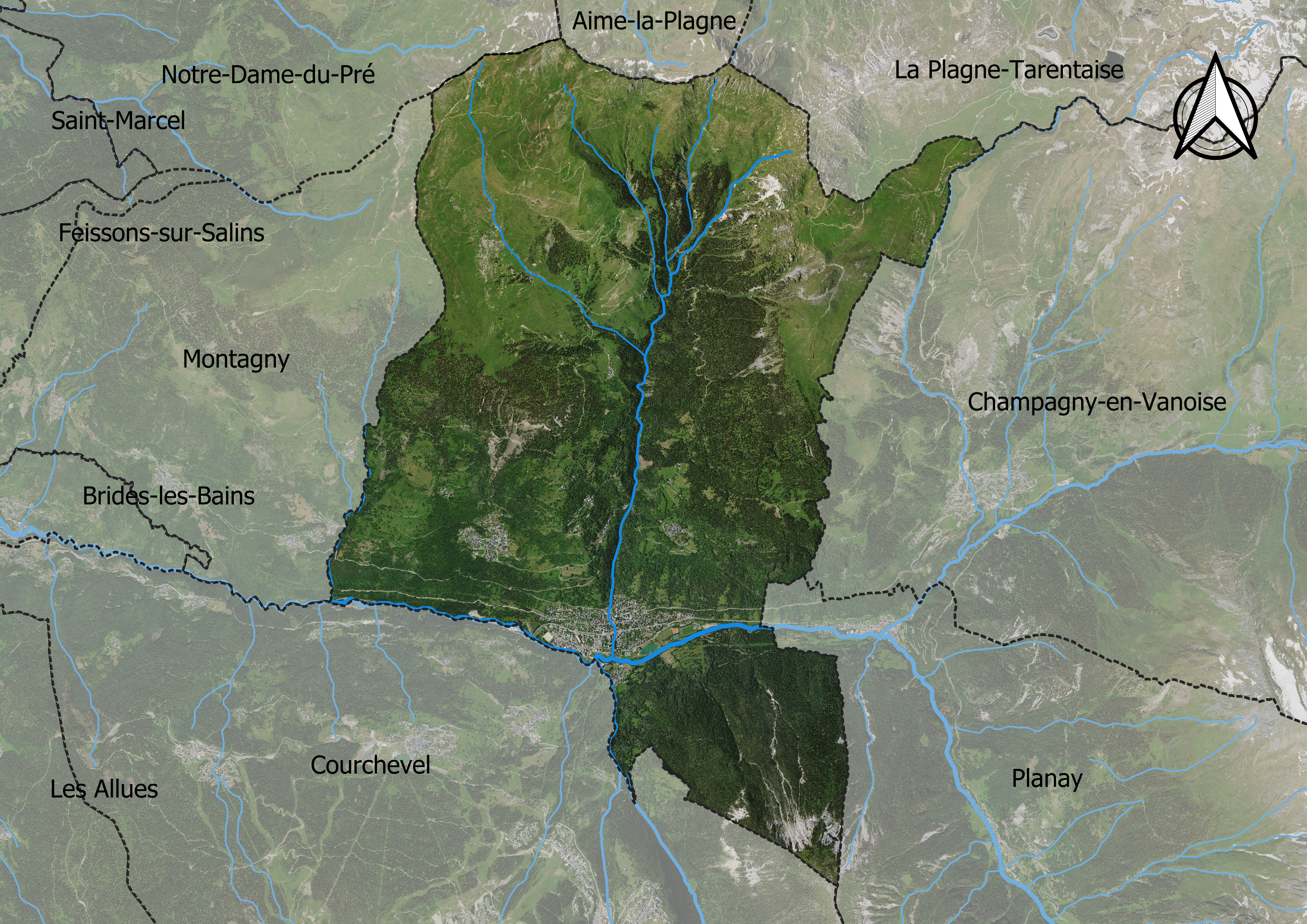
Carte orthophotogrammétrique de la commune.

## Toponymie
Bozel est un toponyme qui selon l'abbé Gros proviendrait du bas latin buxellus, boxelus, bosellus. Ce sont des diminutifs du mot boscus qui désigne un « bois », donnant au pluriel [de] bosellis,,. L'abbé indique par ailleurs que le toponyme était toujours indiqué sous la forme plurielle dans les différentes mentions, [de] Bosellis, indiquant peut être par là « plusieurs mas boisés dans la même localité ».
Les premières mentions du village [de] Bosellis remontent au XIIe siècle, avec Ecclesia de Bosellis (1170, sous une forme pluriel), Parrochia de Bosellis (1184) ou encore  Vallis de Bosellis (1186, dont on trouve une variante [de] busellis),. On trouve cependant un document qui remonterait au XIe siècle ou peut être du XIIe siècle parlant d'un « Magister Boso de Boselle ». Les dérivés deviennent Bosellam ou Bosellarum (XIIIe siècle), Bosel (fin du XIIIe siècle), Bosellorum (XIVe siècle). L'auteur indique que par la suite en langue française on retrouve, selon les documents, les formes Bauzey (1648), Bossel (1691), Boselles (1759) ou encore Bozeil (1764), mais que la forme Bozel reste la plus usitée,.
Lors de l'annexion du duché de Savoie par les troupes révolutionnaires françaises, la commune est désignée par Fructidor, même si l'on retrouve le toponyme original dans des documents de 1793 ou dans le Bulletin des lois de 1801.
En francoprovençal, le nom de la commune s'écrit Bozé (graphie de Conflans) ou Bosél / Bozél (ORB).

## Histoire

### Premières installations
La situation de « bassin de confluence des Dorons de Champagny et de Pralognan » a permis une installation humaine ancienne.
Bozel a gardé une trace ancienne de présence humaine en Savoie, avec le vase trouvé au hameau des Moulins, daté de 2500 ans av. J.-C., et exposé au Musée Savoisien de Chambéry. Une copie en est visible dans la Tour Sarrazine. L'étude de ce site archéologique connu sous le nom du Chenet des Pierres a révélé qu'il a été occupé à l'époque du néolithique de -4600 jusqu'au milieu du IIIe millénaire av. J.-C.

### Période médiévale

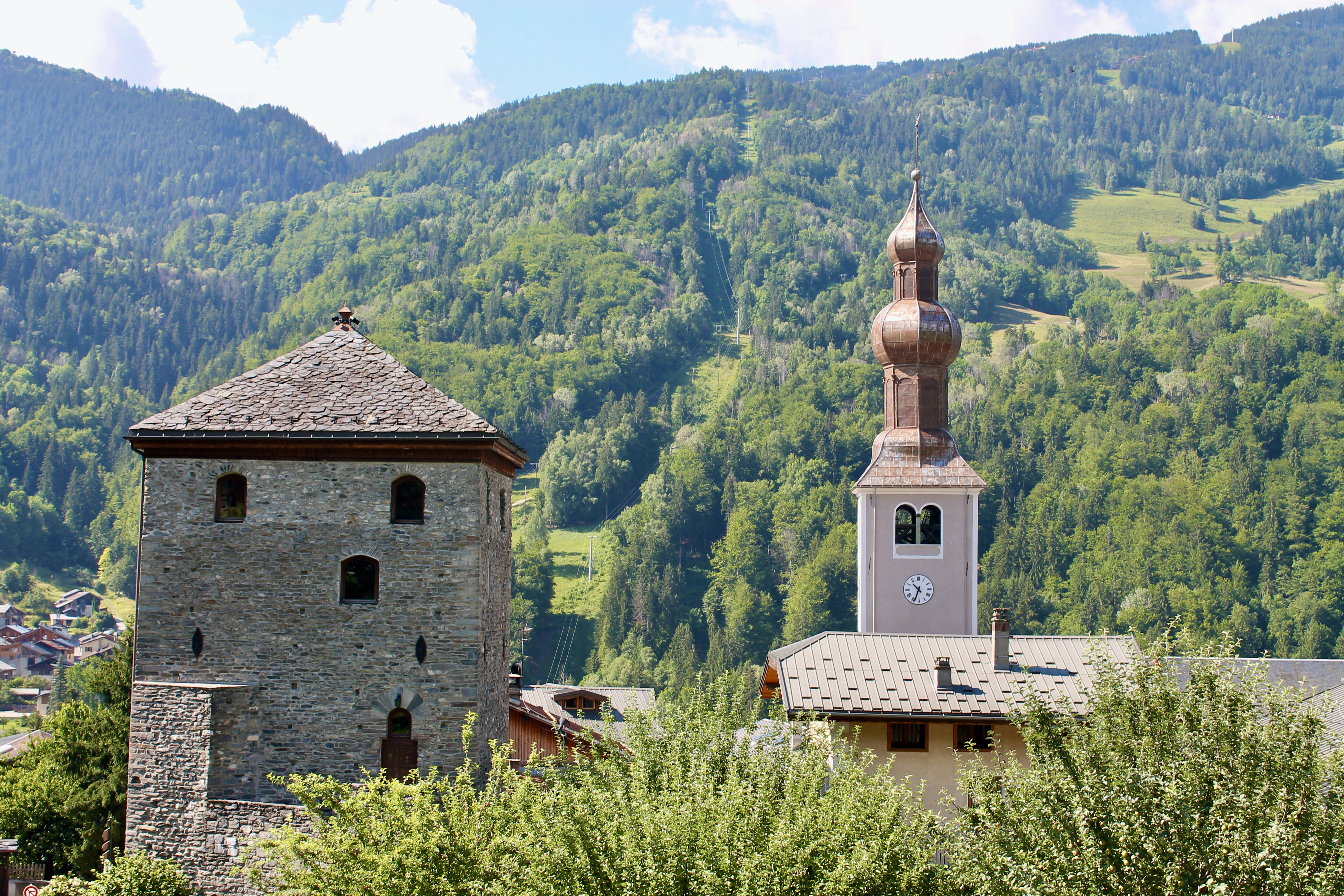
Tour dite « Sarrasine » et église Saint-François-de-Sales.

Au Moyen Âge, on signale l'existence d'une maison forte appartenant en 1388 à François de Secal. Ce dernier est également en possession de la moitié de la montagne de la Valette et de Lesturges, qu'il partage avec Jacques Cembey, qui n'en possède qu'un quart,.
La paroisse de Bozel était constituée de trois quartiers : Villemartin, Tincave, Bozel. Chacun d'eux disposait d'un syndic et d'un Conseil afin de gérer leurs communaux et leurs revenus.
La paroisse de Pralognan fut détachée de celle de Bozel en 1530 et réunie à nouveau à Bozel au début du XVIIe siècle.
L'église de Bozel, érigée au Ve siècle, subit à deux reprises le courroux des eaux en crue du torrent le Bonrieu, en 1666 et en 1669.

### Période contemporaine
À la Révolution, Bozel devint Fructidor, nom qui évoque les activités agricoles de la population à cette époque mais aussi la prospérité. En effet, la commune possédait alors un important vignoble et, comme activité économique principale, la production de gruyère, dont une partie était exportée vers le Piémont, par le col de la Vanoise.
En 1848, "la population de Bozel possédait "un nombre considérable de goitreux et de crétins", alors que Saint-Bon, village situé en face possédait une population saine, robuste et intelligente. La municipalité, voyant que les conditions hygiéniques étaient les mêmes, et que la seule différence importante entre les deux communes était dans les eaux potables, elle résolut d'abandonner les eaux jusque-là en usage et de les remplacer par celles de la colline de Saint-Bon. Les travaux coûtèrent dix mille francs, et c'est depuis ce changement dans les eaux d'alors que l'endémie du goitre disparut".

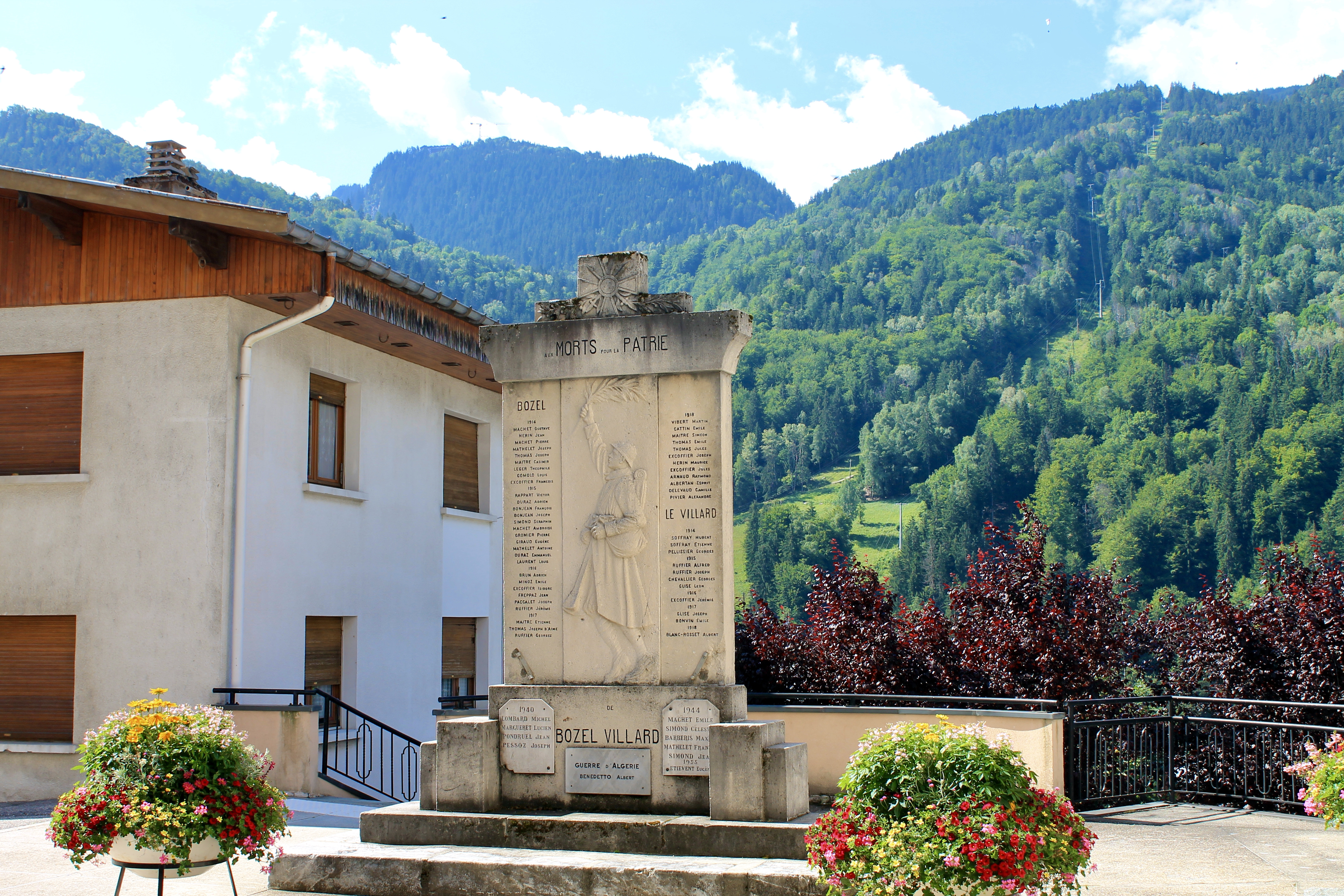
Monument aux morts.

### Les crues

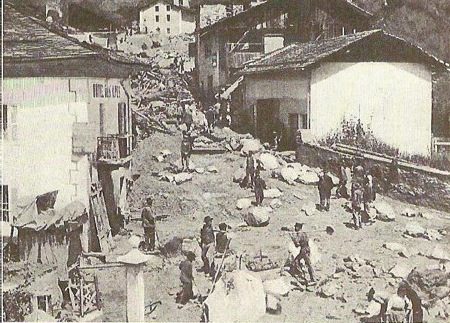
Crue de 1904.

Le Bonrieu avait déjà débordé plusieurs fois par le passé, comme en 1630, 1666, ou 1669. En 1630, le ruisseau Bonrieu inonda Bozel et combla l'étage inférieur de la tour de Bozel.
Dans la soirée du 16 juillet 1904, entre sept et neuf heures, une partie du village de Bozel est détruite dans ces circonstances rappelant la terrible catastrophe de Saint-Gervais en 1892.
Au cours d'un violent orage qui sévissait sur la région, le torrent de Bonrieu, qui, en temps ordinaire, roule à peine deux mètres d'eau, se trouvant subitement accru, sortit de son lit, entraînant dans son cours les rocs, les arbres et les terres, et se répandit en une véritable nappe de boue dans les rues de Bozel, détruisant plus de vingt maisons, ruinant trois ponts et engloutissant onze personnes.
Les secours s'organisèrent de suite sous la direction du maire, puis du sous-préfet de Moutiers et du procureur de la République.
Au petit jour, le spectacle des rues envahies par la vase, encombrées de débris de toutes sortes, apparut terrible.
On se préoccupa immédiatement de venir en aide aux malheureux sinistrés :
- les baigneurs de Brides envoyèrent de suite 1000 francs (soit environ 4000 euros aujourd'hui), puis 2 000 francs de l'époque (un peu moins de 8000 euros) et organisèrent une fête de bienfaisance ;
- le préfet donna un premier secours de 400 francs (soit environ 1500 euros) ;
- un comité disposa de 5 000 francs (environ 20 000 euros) pour les besoins les plus urgents ;
- le 29 décembre 1904, une loi fut votée ouvrant au ministre de l'intérieur et des cultes un crédit supplémentaire de 50 000 francs anciens (env. 194.000 euros) pour aide aux victimes de la catastrophe de Bozel (Savoie)[25].

Cent hommes du 158e régiment de ligne et deux compagnies du 4e génie ont été envoyés à Bozel pour procéder au déblaiement des routes.

### Les mines d'anthracite
Vers la fin du XIXe siècle, grâce à la présence d'anthracite dans son sous-sol, Bozel a vu s'ouvrir une nouvelle ère avec l'exploitation de ses mines dès 1880, l'implantation d'une usine au Villard du Planay en 1898, et celle d'une centrale électrique aux Moulins en 1910. Employant jusqu'à 200 ouvriers en 1920, l'usine du Villard ferme ses portes en 1984.
Cette industrialisation a favorisé le maintien de la population en même temps que celui de l'agriculture, permettant ainsi aux habitants d'exercer une double activité. Le phénomène des ouvriers-paysans était ici particulièrement bien représenté.
Parallèlement, la vallée s'est orientée vers le développement des activités touristiques, d'abord d'été avec le thermalisme (Brides-les-Bains) et l'alpinisme (Pralognan), puis d'hiver avec l'expansion des stations de sport d'hiver dans les années 1945-1960, avec notamment la station de Courchevel. Par le décret du 19 février 1959, une partie de la commune de Bozel a été rattachée à la commune de Saint-Bon-Tarentaise, correspondant à une partie de la station de Courchevel - Moriond (ex-1650).

## Politique et administration

### Liste des maires
| Période                                  | Période                    | Identité                 | Étiquette | Qualité                                                                                          |
| ---------------------------------------- | -------------------------- | ------------------------ | --------- | ------------------------------------------------------------------------------------------------ |
| 1908                                     | 1931 (décès)               | Georges Machet           | Rad.-soc. | Huissier Sénateur de la Savoie (1920 → 1931) Conseiller général du canton de Bozel (1910 → 1931) |
| Les données manquantes sont à compléter. |                            |                          |           |                                                                                                  |
| 1942                                     | 1942                       | Édouard Pendarie         | DVD       | Conseiller général du canton de Bozel (1955 → 1961)                                              |
| 1959                                     | 1966                       | Honoré Mollier           | MRP       | Conseiller général du canton de Bozel (1961 → 1966)                                              |
| 1972                                     | 1989                       | André Germi              |           |                                                                                                  |
| mars 1989                                | mars 2001                  | Jean-Baptiste Martinot   | SE        | Commerçant                                                                                       |
| mars 2001                                | juin 2006                  | Françoise Perrot         | DVG       |                                                                                                  |
| juin 2006                                | mars 2008                  | Claude Tison             | PS        |                                                                                                  |
| mars 2008                                | mars 2014                  | Christian Seigle-Ferrand | DVD       |                                                                                                  |
| mars 2014                                | mai 2020                   | Jean-Baptiste Martinot   | SE        | Chef d'entreprise retraité 1er vice-président de la CC Val Vanoise Tarentaise (2014 → 2020)      |
| mai 2020                                 | En cours (au 26 août 2020) | Sylvain Pulcini          | SE        | Chef d'entreprise retraité 2e vice-président de la CC Val Vanoise (2020 → )                      |
| Les données manquantes sont à compléter. |                            |                          |           |                                                                                                  |

## Population et société

### Démographie
Ses habitants sont appelés les Bozelains,.
L'évolution du nombre d'habitants est connue à travers les recensements de la population effectués dans la commune depuis 1793. Pour les communes de moins de 10 000 habitants, une enquête de recensement portant sur toute la population est réalisée tous les cinq ans, les populations de référence des années intermédiaires étant quant à elles estimées par interpolation ou extrapolation. Pour la commune, le premier recensement exhaustif entrant dans le cadre du nouveau dispositif a été réalisé en 2007.

En 2022, la commune comptait 2 024 habitants, en évolution de +6,53 % par rapport à 2016 (Savoie : +3,63 %, France hors Mayotte : +2,11 %).
| 1793  | 1800  | 1806  | 1822  | 1838  | 1848  | 1858  | 1861  | 1866  |
| ----- | ----- | ----- | ----- | ----- | ----- | ----- | ----- | ----- |
| 1 247 | 1 064 | 1 186 | 1 270 | 1 472 | 1 468 | 1 330 | 1 422 | 1 267 |

| 1872  | 1876  | 1881  | 1886  | 1891  | 1896  | 1901  | 1906  | 1911  |
| ----- | ----- | ----- | ----- | ----- | ----- | ----- | ----- | ----- |
| 1 231 | 1 250 | 1 316 | 1 201 | 1 166 | 1 124 | 1 172 | 1 186 | 1 246 |

| 1921  | 1926  | 1931  | 1936  | 1946  | 1954  | 1962  | 1968  | 1975  |
| ----- | ----- | ----- | ----- | ----- | ----- | ----- | ----- | ----- |
| 1 248 | 1 389 | 1 183 | 1 223 | 1 271 | 1 439 | 1 431 | 1 380 | 1 344 |

| 1982  | 1990  | 1999  | 2006  | 2007  | 2012  | 2017  | 2022  | - |
| ----- | ----- | ----- | ----- | ----- | ----- | ----- | ----- | - |
| 1 504 | 1 690 | 1 854 | 1 975 | 1 992 | 2 019 | 1 841 | 2 024 | - |

### Manifestations culturelles et festivités
Chaque année, le premier samedi du mois de décembre, la petite chapelle Sainte-Barbe est exceptionnellement ouverte, et une messe est célébrée le matin en son sein. Puis s'ensuit une dégustation de soupe traditionnelle, préparée dans la nuit dans un immense chaudron par les habitants du quartier des « Tombettes ». Cette soupe est accompagnée de vin chaud, et partagée entre tous les habitants une fois la messe terminée.

## Culture locale et patrimoine

### Lieux et monuments

#### Édifices médiévaux
Les vestiges d'une tour dite Tour des Sarrasins ou plus simplement tour Sarrasine, datée de la fin du XIIe siècle se trouve sur la rive droite du torrent du Bonrieu, dans le bourg. Elle était associée à une maison forte, distante de quelques mètres, qu'elle protégeait. Cette dernière est dite « maison forte avec tour in angulo villae Bozellarum ». Elle a depuis été reconvertie en habitation rurale.
Les archevêques-comtes de Tarentaise possédaient également une villa d'été à proximité de la maison forte,. Jacqueline Roubert apporte une description de cette villa « Dès le XIIIe siècle les archevêques
possédèrent dans cette vallée un vaste château avec tour à l'angle nord-ouest du village », elle était « Situé[e] au bord de la route de Bozel à Moûtiers, [avec] un vaste jardin qui s'étendait au Midi. [...] Des trois étages et de la tour [...], il ne reste plus que le rez-de-chaussée et une partie du premier étage : les révolutionnaires ont démoli le reste ».

#### Église Saint-François-de-Sales

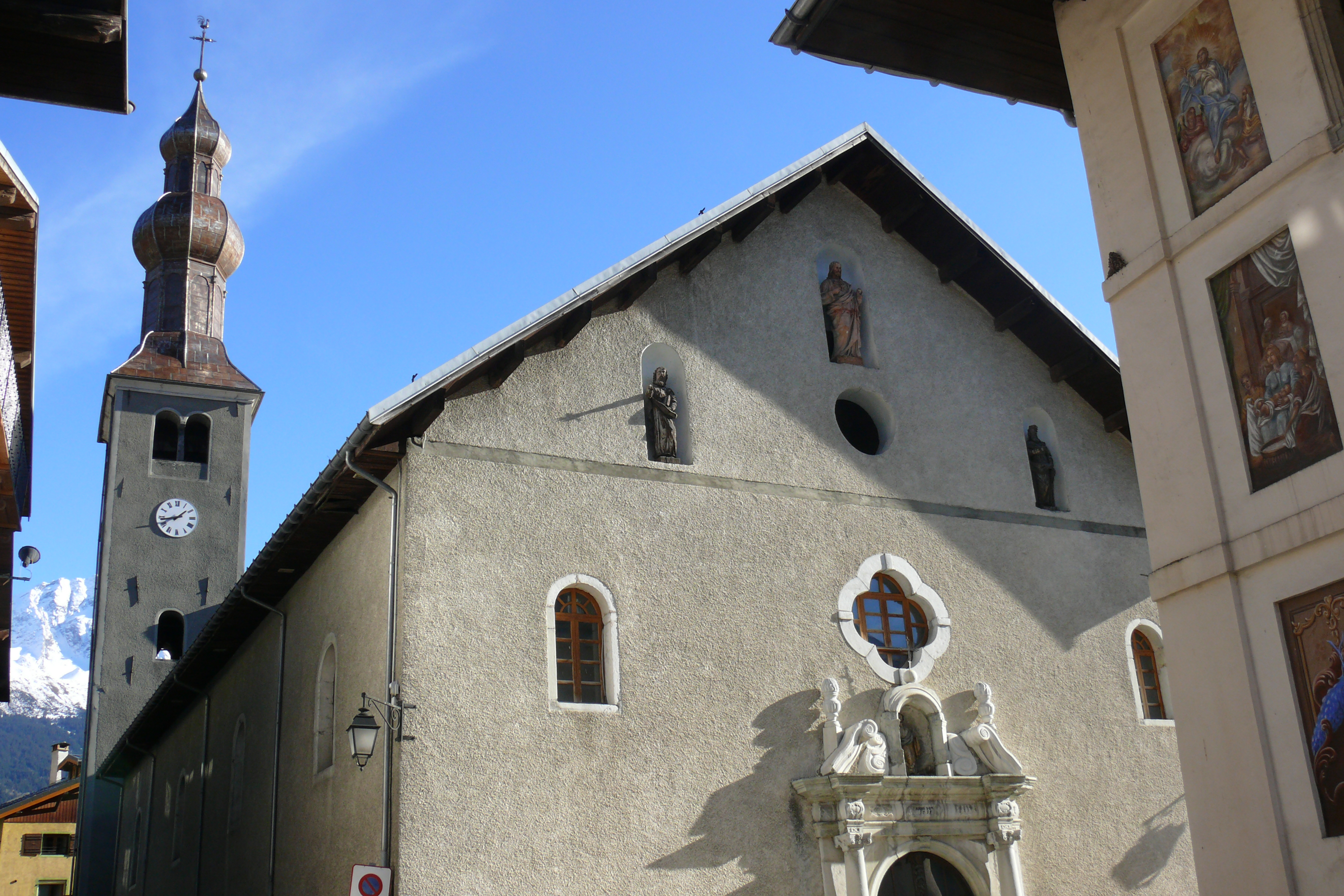
Vue de l'église et de son clocher à bulbe.

L'église Saint-François-de-Sales, de style baroque, a été reconstruite en 1735, puis agrandie en 1877. Elle est consacrée en 1755 par l'archevêque de Tarentaise Claude-Humbert de Rolland, et placée sous le patronage de saint François de Sales.
L'église est une des silhouettes les plus reconnaissables de Savoie, avec sa flèche unique à double bulbe.

#### Curiosité

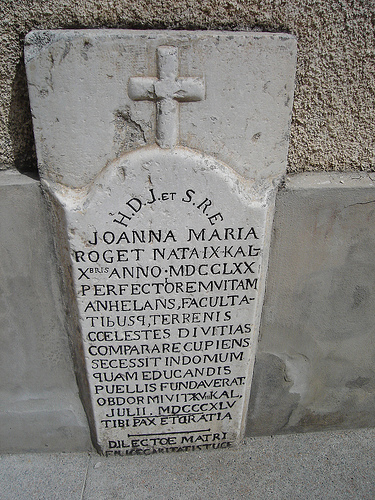
Stèle - église Saint-François-de-Salle - Bozel.

Une stèle en pierre sculptée est visible sur un mur de l'église Saint-François-de-Sales (incrustée à l'extérieur, juste à droite de l'entrée principale).
Elle comporte l'inscription latine suivante :
« H.D.J ET S.R.E

JOANNA MARIA

ROGET NATA IX Kal

X bris ANNO MDCCLXX

PERFECTOREMVITAM

ANHELANS, FACULTA-

TIbUSq, TERRENIS

COELESTES DIVITIAS

COMPARARE CUPIENS

SECESSIT INDOMUM

qUAM EDUCANDIS

PUELLIS FUNDAVERAT.

OBDORMIVITXVKAL

JULII. MDCCCXLV

TIBI PAX ETORATIA

DILECTOE MATRI FILIOE CARITATIS TVOE ».
La dernière ligne est semi-enterrée sous le goudron de la place.
Traduction :

En l'honneur du Seigneur Jésus et de la sainte Église romaine,

Ci-gît et repose Jeanne-Marie Roget née le 22 novembre 1770 ;

Aspirant à une vie plus parfaite

et désirant se préparer les richesses célestes avec les moyens terrestres,

elle se retira dans la maison qu'elle avait fondée pour l'éducation des jeunes filles.

Elle "s'endormit" (décéda) le 16 juin 1845.

- A toi la Paix et la Grâce -

- Pour toi, mère bien-aimée, les filles de ta charité -

#### Collège Le Bonrieu

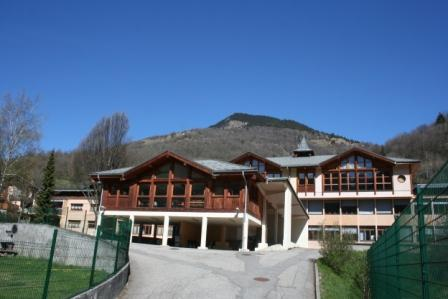
Vue de l'entrée du collège.

Bozel, chef-lieu de canton, abrite également un collège depuis 1960 (en septembre, cette année-là eut lieu la première rentrée scolaire). Situés au centre du village, rue des Écoles, les bâtiments actuels, qui furent construits plus tard, accueillent aujourd'hui 350 élèves de la 6e à la 3e. Leur architecture s'intègre facilement dans leur environnement.
Le collège comporte une très belle salle d'animation, qui est fréquemment le théâtre d'évènements culturels.
Les élèves viennent également des autres communes de la vallée (Pralognan-la-Vanoise, Champagny-en-Vanoise, Saint-Bon-Tarentaise, Montagny, Feissons-sur-Salins, Les Allues ou La Perrière).
La structure pédagogique comporte une section à vocation sportive ski et une section européenne anglais.
Le collège a fêté le vendredi 28 juin 2013 son 50e anniversaire : le premier bâtiment avait en effet été construit en 1963. Autour du principal du collège, Damien Raymond, 250 personnes étaient présentes pour l'occasion, dont le député et président du conseil général de la Savoie Hervé Gaymard, le conseiller général, Vincent Rolland, lui-même ancien élève et le maire, Christian Seigle-Ferrand.

#### Chapelle Notre-Dame-de-Tout-Pouvoir

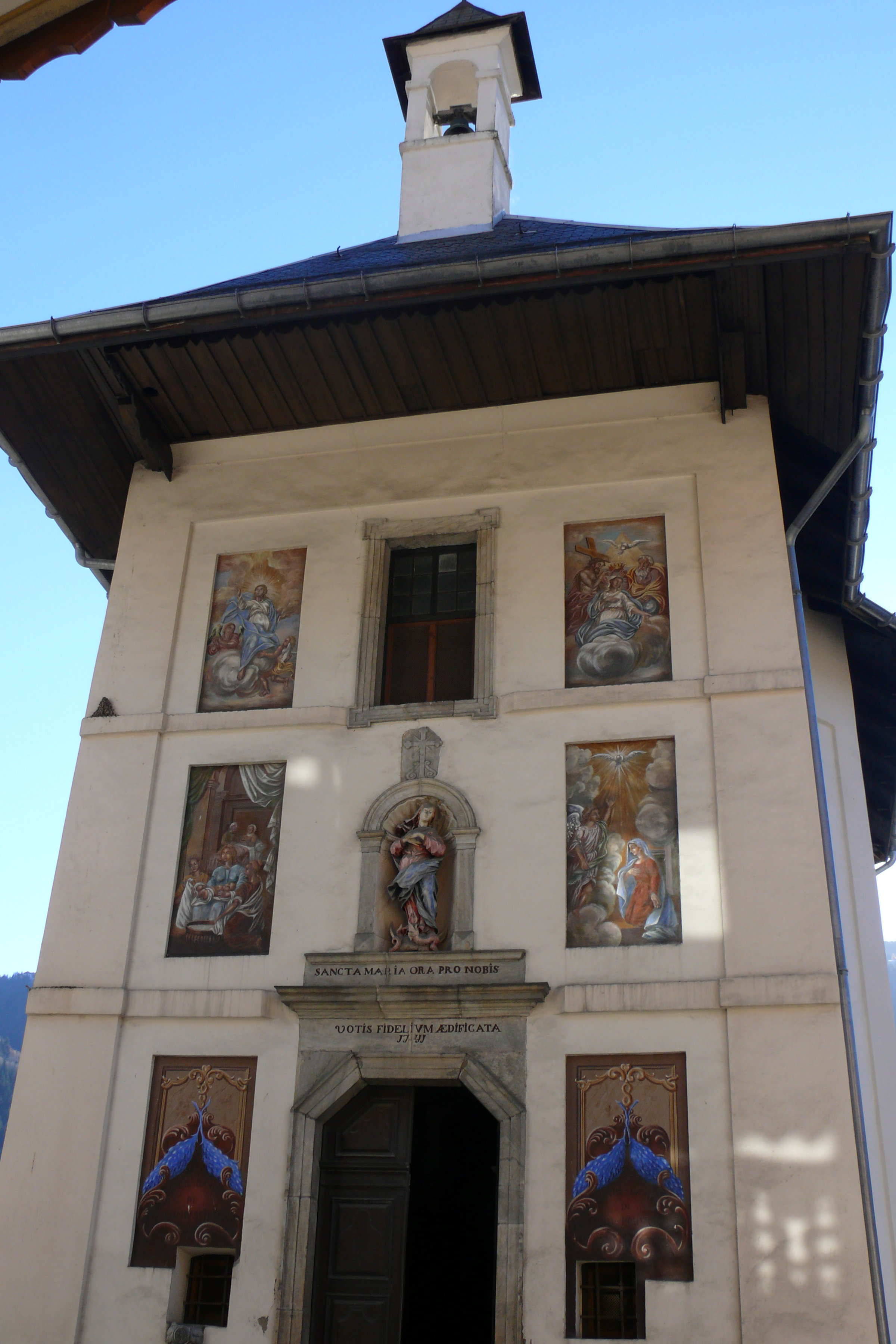
Façade de la chapelle.

Selon la tradition, une statue de Notre-Dame-de-Pitié ou de Compassion était placée dans une niche de la façade de l'église de Bozel, au-dessus du portail. Aux XVe et XVIe siècles, son pouvoir de guérison fut sollicité, et des résultats furent constatés. Cette statue fut alors appelée Notre-Dame Miraculeuse vers le milieu du XVIIe siècle.
Une première chapelle, nommée Notre-Dame, fut érigée en 1664 devant l'église, contre le mur de la façade, pour abriter cette statue miraculeuse.
Cette chapelle originelle dut être détruite lors de l'agrandissement de l'église.
La construction d'une nouvelle chapelle, nommée Notre-Dame-de-Tout-Pouvoir, fut achevée en 1741, dans le cimetière entourant alors l'église, moins de dix ans après la première.
Construite « afin d'attirer toujours mieux la dévotion des Chrétiens », mais construite au cœur du village, cette chapelle fut orientée selon un axe nord-sud, avec le chœur au sud, contrairement aux règles canoniques.
Cette chapelle fut un lieu de pèlerinage important pour toute la vallée, et avant 1794, de nombreux ex-voto en ornaient les murs.
Au XIXe siècle, le 16 juillet, fête du Mont-Carmel, et le 8 septembre, fête de la Nativité, étaient les deux principales solennités de ce sanctuaire.
En 1835, « une pauvre fille était sourde depuis quinze ans environ, de manière à ne pouvoir entendre le prédicateur à l'église et ceux qui voulaient converser avec elle. Elle fit un vœu à Notre-Dame-de-Tout-Pouvoir, et le jour de la fête du saint Rosaire, comme elle gardait son troupeau, elle fut guérie subitement et depuis lors ne ressentit plus son infirmité ».
L'un des plus importants pèlerinages eut lieu le 6 juillet 1875 : une procession venue de Moûtiers se prolongeait sur une longueur de deux kilomètres. Plus de 200 ecclésiastiques, le sous-préfet de Moûtiers et environ 15 000 à 16 000 pèlerins provenant de toute la Tarentaise.
Comme les autres centres de pèlerinages en Tarentaise, cette chapelle est à plan centré « en croix grecque », surmontée d'une voûte orthogonale et d'un lanternon.
Le retable de la chapelle est classé Monument Historique. Des colonnes torses, de style corinthien soutiennent l'entablement au-dessus duquel s'élève un fronton richement décoré, orné de statues et de cariatides.
À l'intérieur du dôme central, les peintures ont été exécutées en 1780, par les frères Pierre et Joseph Desdominique de la Valsesia (Val de Sezia). Elles ornent les huit pans du dôme et retracent les principaux mystères de la vie de la Vierge Marie : sa naissance, sa présentation au temple, son mariage avec Joseph, l'annonciation, la visitation, l'adoration des bergers, l'assomption, et son couronnement au ciel. Certaines de ces scènes se retrouvent sur la façade extérieure.
Des médaillons représentant les quatre évangélistes se voient aux quatre pendentifs du dôme.
En 1850, sur les murs et les piliers du Dôme d'où les ex-voto avaient disparu à la Révolution, furent ajoutées des peintures de moins grande valeur dont il ne reste que les quatre Pères de l'église latine.
L’élément le plus somptueux est le retable de 1754, qui échappa à la destruction lors de la Révolution, et fut redoré en 1857. Il fut construit pour mettre en valeur, dans une niche au centre du premier étage, la statue miraculeuse. Cette statue fut malheureusement détruite en 1794 par un acte impie, et remplacée par une statue de la Vierge à l'enfant du XIXe siècle.
Les deux volets latéraux contiennent les statues de saint Joachim et saint Joseph.
Cette chapelle a été restaurée en 1966.

#### Autres monuments
- Chapelle Sainte-Barbe.
- Chapelle Sainte-Agathe (fondée en 1486, reconstruite en 1659, restaurée en 1879).

### Espaces verts et fleurissement
En 2014, la commune obtient le niveau « une fleur » au concours des villes et villages fleuris.

### Personnalités liées à la commune
- André Souvy (1936-1992), promoteur de la rénovation architecturale du centre de Bozel.
- Yves Paccalet, né au hameau de Tincave, écrivain, philosophe et naturaliste.